# Ausbildungsberuf (Deutschland)
Als Ausbildungsberufe in Deutschland gelten die beruflichen Tätigkeiten, die im Rahmen eines Ausbildungsverhältnisses im dualen System erlernt werden können. Jugendliche dürfen nur in anerkannten Ausbildungsberufen ausgebildet werden.

## Rechtsgrundlagen
Die frühere Bezeichnung „Lehrling“ wurde 1971 im Berufsbildungsgesetz (BBiG) durch die Bezeichnung „Auszubildender“ ("Azubi") abgelöst.
Ausbildungsberufe werden immer wieder in Ausbildungsordnungen nach dem BBiG oder der Handwerksordnung (HwO) staatlich anerkannt. Die durch die Ausbildung zu erwerbenden Befähigungen werden durch das Berufsbildungsgesetz und die Ausbildungsordnung festgelegt. Wichtige Grundlagen zu den Ausbildungsordnungen finden sich in § 4 und § 5 des BBiG.
Einige Berufe, insbesondere die Gesundheitsfachberufe, sind in speziellen Gesetzen geregelt (beispielsweise Krankenpflegegesetz, Altenpflegegesetz, Notfallsanitätergesetz).
Die anerkannten Ausbildungsberufe werden in einem Verzeichnis geführt, das vom Bundesinstitut für Berufsbildung herausgegeben wird.
Beamte in einer Laufbahnausbildung sind Anwärter im Vorbereitungsdienst. Die Rechtsgrundlage dazu ist in den Beamtengesetzen des Bundes und der Länder sowie speziellen Ausbildungs- und Prüfungsordnungen enthalten.

## Statistik
Dem Bundesinstitut für Berufsbildung (BIBB) zufolge gab es zum 1. Oktober 2019 insgesamt 325 anerkannte Ausbildungsberufe.
Die 15 am stärksten besetzten Ausbildungsberufe 2019
| Beruf                                                      | Anzahl |
| ---------------------------------------------------------- | ------ |
| Kraftfahrzeugmechatroniker                                 | 65.238 |
| Elektroniker                                               | 40.860 |
| Industriemechaniker                                        | 40.380 |
| Fachinformatiker                                           | 36.915 |
| Anlagenmechaniker für Sanitär-, Heizungs- und Klimatechnik | 35.193 |
| Kaufmann im Einzelhandel                                   | 26.895 |
| Mechatroniker                                              | 26.334 |
| Fachkraft für Lagerlogistik                                | 22.338 |
| Elektroniker für Betriebstechnik                           | 21.933 |
| Kaufmann im Groß- und Außenhandel                          | 21.336 |
| Industriekaufmann                                          | 20.343 |
| Zerspanungsmechaniker                                      | 18.768 |
| Kaufmann für Büromanagement                                | 18.720 |
| Verkäufer                                                  | 18.396 |
| Tischler                                                   | 15.606 |

| Beruf                                             | Anzahl |
| ------------------------------------------------- | ------ |
| Kauffrau für Büromanagement                       | 49.188 |
| Medizinische Fachangestellte                      | 40.620 |
| Zahnmedizinische Fachangestellte                  | 31.539 |
| Industriekauffrau                                 | 27.822 |
| Kauffrau im Einzelhandel                          | 26.385 |
| Verkäuferin                                       | 19.677 |
| Friseurin                                         | 14.733 |
| Verwaltungsfachangestellte                        | 13.830 |
| Kauffrau im Groß- und Außenhandel                 | 13.515 |
| Hotelfachfrau                                     | 12.141 |
| Steuerfachangestellte                             | 12.069 |
| Bankkauffrau                                      | 11.655 |
| Fachverkäuferin im Lebensmittelhandwerk           | 9.882  |
| Rechtsanwaltsfachangestellte                      | 6.897  |
| Kauffrau für Spedition und Logistikdienstleistung | 5.697  |

Zwischen 2011 und 2021 hat sich der Anteil der Abiturienten, die sich für eine Ausbildung entscheiden, von etwa 35 Prozent auf rund 47 Prozent erhöht. Daher finden Bewerber mit einem niedrigeren Schulabschluss schwerer eine Stelle.